# 六四事件期間的外國媒體
1989年六四事件期間的大部分時間裡都有外國媒體機構和記者在場。這其中包括英國廣播公司、美國之音、有線電視新聞網、哥倫比亞廣播公司、美國廣播公司和國家廣播公司的記者；其他的記者還包括來自當時的英屬香港及中華民國政府控制下的台灣。
當時的許多外國記者本來是在報道戈爾巴喬夫訪華或亞洲開發銀行的北京會議。在5月20日中國政府宣布戒嚴和“對中國媒體實行嚴格控制”後，外國媒體對抗議活動的報導成為了熱門的新聞來源。

## 戒嚴前
一段時間以來，對於中國人民來說，BBC和美國之音的廣播一直是他們獲取本地或世界新聞的熱門信息來源。他們的廣播中報道了中國媒體所沒有報道的新聞。有時，BBC和美國之音的廣播節目會“被噪音干擾”，但在1978年至1979年之後，結束干擾後使得收聽變得更加連續。
1989年4月16日至5月16日，美國之音廣播對天安門運動的報導平均約佔其普通話新聞報導的17%，但在5月4日至5月15日之間增加到20%。隨著戒嚴令的宣布，這一覆蓋率迅速增加，並在6月4日左右從 70% 增長到 80% 以上。為響應日益壯大的民主運動，提供普通話和英語新聞服務的美國之音將原本每天8小時的普通話廣播內容擴大到11小時。
許多著名的外國新聞主播前來報導民主運動，這其中第一個抵達的是有線電視新聞網的伯納德·蕭；隨後到來的還有美國廣播公司的特德·科佩爾、哥倫比亞廣播公司的丹·拉瑟和國家廣播公司的湯姆·布羅考等。
5月13日至20日期間，當六四運動成為“世界關注的中心舞台”時，來自中國的現場直播成為外國新聞媒體的例行公事。
在實施戒嚴令之前，也就是在5月13日至19日期間，中國媒體尚能夠不受限制地報導抗議活動。作者林南表示，地方廣播因其“即時性和準確性”而受到當時中國公民的歡迎。在戒嚴之前的時期，中國人較少依賴外國媒體廣播，報紙銷量的增加以及電視和廣播觀眾的增加就證明了這一點。美國之音等外國媒體在抗議期間25%的報道的新聞來源為中國官方新聞媒體。而在戒嚴實施後，外國媒體恢復了人氣。

## 戒嚴後
外國媒體在報導六四事件時面臨許多限制。宣布戒嚴後，中國政府不再允許外國媒體訪問天安門廣場。外國記者不得不在旅遊飯店客房進行報導，而這些成為許多美國電視網在直播時的背景。這條禁令原本並沒有嚴格執行；但很快，國安人員和警方就與外媒記者交談並逼迫他們離開，稱戈爾巴喬夫的訪問已經結束。作者林南表示，當記者遲遲不離開時，中國政府“採取了強有力的行動來阻止新聞的採集與傳播”。天安門廣場也不允許拍照。從北京傳送影片也變得很困難，通常需要將它一幀一幀地分拆，再通過普通電話線發送，最後在其他地方重新拼組。
在報導六四事件天安門廣場抗議活動時，外國媒體還面臨其他困難。隨著軍隊進入廣場並爆發暴力事件後，北京東西部之間隔離出了不同的出口，這引起了混亂。有記者在報道時被拘留，這包括多名香港記者和一名哥倫比亞廣播公司記者。據報道，也有記者遭到了毆打。哥倫比亞廣播公司的丹·拉瑟在直播中遇到了中國安保人員。
即使在主要電視台工作人員撤離中國之後，衛星頻道仍繼續發出報導。

## 相關爭議
外國媒體和中國政府對外國記者在抗議活動中的影響有不同的看法。外國記者經常被視為對抗議者“有同情心”，因為他們在全球範圍內廣播“呼籲”對民主運動的支持。記者哈里森·索爾茲伯里將中國政府的反應描述為對外國人的“仇外”，並引用了抗議期間對外國記者的批評作為證據。但同時索爾茲伯里也承認中國政府認為美國媒體，尤其是丹·拉瑟，“歪曲了情況，沒有展示政府的一面”。索爾茲伯里嘗試理解中國政府的觀點並推斷他們認為“美國對學生運動的性質有一個錯誤的認識；（並且）美國電視媒體應該受到指責，（因為它）誇大了運動的理想主義。” 作者林南總結說，抗議活動通過媒體引起了國際關注，這一方面允許政府“為反擊辯護”並同時警告民眾中國將“在世界眼中受到羞辱”；而另一方面，抗議者則利用這種關注“最大限度地提高公眾的注意力和同情”他們的行動。

## 華語媒體的角色
六四事件期間，有各種不同的記者在場，包括英屬香港、新加坡、馬來西亞、台灣。和其他外國媒體相比，這些華語媒體記者熟悉中國政治並通曉中國語言，因此他們能夠收集重要信息並與當地人直接進行訪談。

### 腳註
1. ↑  林 1992，第144頁.
2. 1 2 3  林 1992，第150頁.
3. ↑  林 1992，第143頁.
4. ↑  Michael Dobbs. . 華盛頓郵報 (哥倫比亞特區). 1989-05-18: A36  [2021-10-06] （英语）.
5. 1 2 3 4 5 6 7 8 9 10 11  林 1992，第148頁.
6. 1 2 3  He 1996，第112頁.
7. 1 2 3 4 5 6  林 1992，第149頁.
8. ↑  . 渥太華公民報（英语：Ottawa Citizen） (渥太華: 郵報媒體網絡（英语：Postmedia Network）). 1989-06-14: A1 （英语）.
9. ↑  Jim Hoagl. . 華盛頓郵報 (哥倫比亞特區). 1989-05-19: A35  [2021-10-07] （英语）.
10. ↑  He 1996，第115頁.
11. 1 2 3  . 環球郵報 (多倫多: 伍德布裡奇公司（英语：The Woodbridge Company）). 1989-06-02: A4 （英语）.
12. ↑  Jan Wong. . 環球郵報 (多倫多: 伍德布裡奇公司（英语：The Woodbridge Company）). 1989-05-31: A9 （英语）.
13. ↑  索尔兹伯里 1989，第16頁.
14. ↑  安東尼·托馬斯（英语：Antony Thomas）. . . 第2006季. 第10集. 2006-04-11  [2021-10-07]. 公共電視網. （原始内容存档于2022-05-24） （英语）.
15. ↑  索尔兹伯里 1989，第24頁.
16. ↑  索尔兹伯里 1989，第64頁.
17. 1 2  . 奧斯汀美國政治報（英语：Austin American-Statesman） (奧斯汀: 甘尼特). 1989-06-04: A13 （英语）. CBS correspondent, cameraman missing in suppression of protests,
18. ↑  Johnathan Kaufman. . 波士頓環球報. 1989-06-20 （英语）.
19. ↑  索尔兹伯里 1989，第62頁.
20. ↑  索尔兹伯里 1989，第54頁.
21. ↑  Jonathan Mirsky. . 觀察家報. 1989-06-11 （英语）.
22. 1 2 3  索尔兹伯里 1989，第112頁.
23. ↑  索尔兹伯里 1989，第111頁.
24. ↑  林 & 1992 165.

### 文獻
- 林, 南. . 普雷格出版社. 1992. ISBN 9780275936563 （英语）.

- He, Zhou. . 諾瓦科學出版社（英语：Nova Science Publishers）. 1996. ISBN 9781560723554 （英语）.

- 索尔兹伯里, 哈里森. . 利特爾－布朗公司（英语：Little, Brown and Company）. 1989. ISBN 9780316809054 （英语）.